# Kirill Troussov
Pour les articles homonymes, voir Troussov.
Kirill Troussov (en russe : Кирилл Александрович Трусов), né le 7 mars 1982 à Saint-Pétersbourg, est un violoniste et pédagogue de violon allemand.

## Biographie
Kirill Troussov commence la pratique du violon à l’âge de quatre ans et étudie d’abord avec Irina Etigon au Conservatoire Rimski-Korsakov de Saint-Pétersbourg. En 1990, il part s’établir avec sa famille en Allemagne, où il poursuit sa formation à la Musikhochschule Lübeck, puis à la Hochschule für Musik und Tanz Köln auprès de Zakhar Bron. Il est aussi son élève à l'École supérieure de musique Reine-Sophie à Madrid. Il obtient son Master of Arts (Konzertexamen/ Meisterklasse) à la Hochschule für Musik und Theater München chez Christoph Poppen. Igor Oistrakh et Yehudi Menuhin comptent au nombre de ses mentors.

## Carrière
En 1990, Il fait ses débuts à Moscou avec l’Orchestre national de Russie sous la direction d’Arnold Katz.
Kirill Troussov a déjà eu l’occasion de se produire comme soliste avec de nombreux orchestres tels que la Staatskapelle Berlin, l’Orchestre du Gewandhaus de Leipzig, l’Orchestre de Paris, l’Orchestre National de France, l’Orchestre de l’Academy of St. Martin in the Fields, l’Orchestre symphonique de Wuhan, l’Orchestre philharmonique tchèque, l’Orchestre national de Montpellier Languedoc-Roussillon, l’Orchestre symphonique de la SWR de Baden-Baden et Fribourg-en-Brisgau, l’Orchestre philharmonique de Munich, l’Orchestre symphonique de Bamberg, l’Orchestre national de Russie et l’Orchestre de Maggio Musicale Fiorentino sous la direction de Neville Marriner, Daniele Gatti, Lawrence Foster, Jiří Bělohlávek, David Stern, Christoph Poppen, Vladimir Spivakov, Mikko Franck, Krzysztof Urbanski et Louis Langrée.
En 2010, Troussov remplace Gidon Kremer au Théâtre des Champs-Élysées. Il joue avec l’Orchestre National de France dirigé par Daniele Gatti le Concerto pour violon no 1 de Béla Bartók et « Musique pour violon et orchestre » de Rudi Stephan, retransmis en direct par Radio France.
Il est régulièrement invité comme soliste, chambriste et professeur au Verbier Festival, au Menuhin Festival Gstaad, au Schleswig-Holstein Musik Festival, aux Ludwigsburger Schlossfestspiele et à Kronberg Academy à Francfort-sur-le-Main. 
Il donnait des concerts dans les salles prestigieuses suivantes : la Philharmonie de Berlin, le Konzerthaus de Berlin, le Concertgebouw  d’Amsterdam, le Palais des Beaux-Arts de Bruxelles, le Théâtre du Châtelet, le Théâtre des Champs-Élysées et l’Auditorium du Louvre à Paris, le De Doelen à Rotterdam et l’Auditorio Nacional de Música à Madrid.
En 2011, Troussov devient l’assistant de Christoph Poppen à la Hochschule für Musik und Theater München. Il donne des master classes pour violon et musique de chambre dans le pays et à l’étranger, et participe entre autres aux projets de la Kronberg Academy à Francfort-sur-le-Main.  
En 2013, il fait une tournée en Chine. Il interprète « Les Quatre Saisons » d’Antonio Vivaldi et d’Astor Piazzolla avec le Verbier Festival Chamber Orchestra.   
Outre ses activités de soliste et de pédagogue Kirill Troussov se consacre activement à la musique de chambre en jouant notamment avec Yuri Bashmet, Mischa Maisky, Heinrich Schiff, Frans Helmerson, Christian Zacharias, Sol Gabetta, Yuja Wang, Julian Rachlin, Daniel Hope, Natalia Gutman, Dmitry Sitkovetsky, Gautier Capuçon et Julien Quentin.
En 2014, Kirill Troussov est invité comme membre du jury au « Schoenfeld International String Competition » en Chine.

## Instruments
- De 1997 à 2006, il jouait sur le violon d’Antonio Stradivari le « Renyier » de 1727, mis à disposition par le groupe de luxe LVMH (Louis Vuitton Moët Hennessy).
- Dès l’année 2006, Kiril Troussov joue sur le violon d’Antonio Stradivari le « Brodsky », sur lequel Adolph Brodsky joua lors de la première du Concerto pour violon de Piotr Ilitch Tchaïkovski le 4 décembre 1881. Le violon est un prêt privé.

## Prix et récompenses
- 1993 - Premier prix au Concours international de violon au festival Oleg Kagan
- 1993 - lauréat du Yehudi Menuhin International Competition for Young Violinists à Folkestone
- 1994 : « Prix Davidoff » au Festival de musique du Schleswig-Holstein
- 1995 : « Prix Reuters » au Verbier Festival
- 1998 : Prix européen de la culture « Pro-Europa » Europäischer Kulturpreis  [2]
- 2003 : Prix de musique « Yamaha »

## Discographie
- 1994 : CD – Concerto pour violon n° 1  de Niccolò Paganini, avec la Sinfonia Varsovia sous la direction de Justus Frantz, récompensé par le «Prix Davidoff» au Schleswig-Holstein Musik Festival
- 1999 : Recital-CD chez EMI Classics, avec sa sœur Alexandra Troussova (piano) - avec des œuvres de Beethoven, Brahms, Wieniawski, Zimbalist et Rimski-Korsakov, récompensé par un Diapason d’Or du magazine Diapason, le „Choc“ du magazine Le Monde de la Musique et un „Recommandé“ du magazine Classica
- 2003 : Recital-CD chez Musica Numeris, avec Alexandra Troussova - avec des œuvres de Prokofiev et Beethoven
- 2011 : CD chez Naxos Records [3] - Concerto pour violon de Reinhard Schwarz-Schilling, avec la Staatskapelle Weimar sous la direction de José Serebrier
- 2011 : il apparaît dans le DVD de Yuja Wang avec Kurt Masur -  avec des œuvres de Mendelssohn
- 2014 : CD chez Farao Classics – avec des œuvres de Mendelssohn
- 2015 : CD Memories chez Naxos, avec sa sœur Alexandra Troussova (piano)
- 2016 : CD Emotions chez Naxos, avec sa sœur Alexandra Troussova (piano)